# 1707
Il 1707 (MDCCVII in numeri romani) è un anno  del XVIII secolo.

## Eventi

### Per luogo

#### Africa
- Scoppia una rivolta di schiavi in Madagascar.

#### Europa
- 1º gennaio: Giovanni V diventa re del Portogallo.
- 1º maggio: il Regno d'Inghilterra ed il Regno di Scozia si uniscono nel Regno di Gran Bretagna.

### Per argomento

#### Astronomia
- 29 novembre: Eustachio Manfredi e Vittorio Francesco Stancari scoprono la cometa C/1707 W1.

## Nati

### Gennaio
- 8 gennaio - Luigi di Borbone-Francia, nobile francese († 1712)
- 11 gennaio - Vincenzo Riccati, matematico e fisico italiano († 1775)
- 13 gennaio - John Boyle, V conte di Cork, scrittore irlandese († 1762)
- 17 gennaio - Prospero Colonna di Sciarra, cardinale italiano († 1765)
- 18 gennaio - Giovanni Aloisio I di Oettingen-Spielberg, principe tedesco († 1780)

### Febbraio
- 1º febbraio - Federico, principe del Galles, duca († 1751)
- 4 febbraio - Antonio Corgnolini, fantino italiano
- 5 febbraio - Carlo Amalfi, pittore italiano († 1787)
- 8 febbraio - Pio dal Borgo, giurista e letterato italiano († 1785)
- 14 febbraio - Claude-Prosper Jolyot de Crébillon, scrittore francese († 1777)
- 16 febbraio - Wilhelm Anton von der Asseburg, vescovo cattolico tedesco († 1782)
- 20 febbraio - Mathieu-François Pidansat de Mairobert, scrittore e giornalista francese († 1779)
- 25 febbraio - Carlo Goldoni, commediografo, avvocato e scrittore italiano († 1793)
- 26 febbraio - Mariano Arciero, presbitero italiano († 1788)
- 28 febbraio - Johann Christian Senckenberg, naturalista e medico tedesco († 1772)

### Marzo
- 1º marzo - Pierre-Antoine de La Place, scrittore, drammaturgo e traduttore francese († 1793)
- 2 marzo - Louis-Michel van Loo, pittore francese († 1771)
- 8 marzo - William Villiers, III conte di Jersey, nobile inglese († 1769)
- 10 marzo - Jean-Paul Grandjean de Fouchy, astronomo francese († 1788)
- 21 marzo - Manuel de Amat y Junient, generale spagnolo († 1782)
- 30 marzo - Natale Dalle Laste, poeta e latinista italiano († 1792)

### Aprile
- 10 aprile - Michel Corrette, organista, compositore e insegnante francese († 1795)
- 15 aprile - Stefano Evodio Assemani, bibliotecario, orientalista e arcivescovo cattolico libanese († 1782)
- 15 aprile - Eulero, matematico, fisico e astronomo svizzero († 1783)
- 15 aprile - Claude-Louis de Saint-Germain, generale e politico francese († 1778)
- 22 aprile - Henry Fielding, scrittore, drammaturgo e giornalista inglese († 1754)
- 25 aprile - Leopoldo Clemente di Lorena, principe († 1723)

### Maggio
- 2 maggio - Jean-Baptiste Barrière, compositore francese († 1747)
- 12 maggio - Maria Anna von Kottulinsky, principessa († 1788)
- 12 maggio - Francisco Salzillo, scultore spagnolo († 1783)
- 14 maggio - António Teixeira, compositore portoghese
- 23 maggio - Linneo, medico, botanico e naturalista svedese († 1778)
- 31 maggio - Pietro De Martino, matematico e astronomo italiano († 1746)

### Giugno
- 11 giugno - Pietro Trinchera, librettista italiano († 1755)
- 15 giugno - Johannes Grubenmann, carpentiere svizzero († 1771)
- 18 giugno - Pietro Correr, politico e diplomatico italiano († 1768)

### Luglio
- 8 luglio - Jacques-Philippe Le Bas, incisore e disegnatore francese († 1783)
- 17 luglio - Roman Illarionovič Voroncov, generale e politico russo († 1783)

### Agosto
- 17 agosto - Jean-Baptiste Louis Frédéric de La Rochefoucauld de Roye, militare francese († 1746)
- 24 agosto - Selina Shirley, nobildonna e religiosa inglese († 1791)
- 25 agosto - Luigi I di Spagna, re spagnolo († 1724)
- 27 agosto - Zanetta Farussi, attrice teatrale italiana († 1776)
- 28 agosto - Antonín Petr Příchovský z Příchovic, arcivescovo cattolico ceco († 1793)
- 30 agosto - Johannes Browallius, teologo, botanico e fisico svedese († 1755)

### Settembre
- 2 settembre - Gian Benedetto Mittarelli, religioso italiano († 1777)
- 3 settembre - Johann Peter Süssmilch, matematico e statistico tedesco († 1767)
- 6 settembre - Francesco Piazza, vescovo cattolico italiano († 1769)
- 7 settembre - Georges-Louis Leclerc de Buffon, naturalista, matematico e astrofisico francese († 1788)
- 28 settembre - Antoine Clériade de Choiseul-Beaupré, cardinale e arcivescovo cattolico francese († 1774)
- 30 settembre - Pietro Rotari, pittore italiano († 1762)

### Ottobre
- 4 ottobre - Francesco Fontebasso, pittore italiano († 1769)
- 6 ottobre - Francesco d'Elci, cardinale italiano († 1787)
- 20 ottobre - Giovanni Battista Sacchetti, II marchese di Castelromano, nobile italiano († 1759)
- 28 ottobre - Giammaria Mazzuchelli, letterato, bibliografo e storico della letteratura italiano († 1765)

### Novembre
- 1º novembre - Giuseppe Bonito, pittore italiano († 1789)
- 3 novembre - Bernardino Galliari, pittore e scenografo italiano († 1794)
- 9 novembre - František Xaver Klobušický, arcivescovo cattolico slovacco († 1760)
- 9 novembre - Louis de Pardaillan de Gondrin, nobile francese († 1743)
- 12 novembre - Emmerich Joseph von Breidbach zu Bürresheim, arcivescovo cattolico tedesco († 1774)
- 14 novembre - Elia Lauricella, religioso italiano († 1780)
- 19 novembre - Maria Felice Tibaldi, pittrice italiana († 1770)
- 23 novembre - Anna Orzelska, nobildonna polacca († 1769)

### Dicembre
- 4 dicembre - Luisa Francesca di Borbone, nobile francese († 1743)
- 17 dicembre - Ernesto Federico II di Sassonia-Hildburghausen, duca tedesco († 1745)
- 18 dicembre - Charles Wesley, presbitero inglese († 1788)
- 22 dicembre - Johann Amman, botanico e medico svizzero († 1741)

### Senza giorno specificato
- Nicolas-Félix Adam, scultore francese († 1759)
- Valentino Alpago-Novello, architetto e pittore italiano († 1793)
- Giuseppe Astarita, architetto e ingegnere italiano († 1775)
- François Carlier, architetto francese († 1760)
- Bartolomeo Coghetto, religioso, pittore e musicista italiano († 1793)
- Nathaniel Cotton, poeta e medico inglese († 1788)
- Giovanni Gualberto De Soria, filosofo italiano († 1767)
- Matthew Dubourg, violinista e compositore irlandese († 1767)
- Pierre-Paul Dubuisson, incisore francese († 1762)
- Ignazio Gerusalemme, compositore italiano († 1769)
- Giuseppe Antonio Ghedini, pittore e architetto italiano († 1791)
- William Hoare, pittore e incisore inglese († 1792)
- Pedru Pisurzi, poeta e religioso italiano († 1796)
- Luisa Enrichetta Francesca di Lorena, nobildonna francese († 1737)
- Mosè Luzzatto, rabbino e filosofo italiano († 1746)
- Francesco Ottavio Magnocavalli, architetto e scrittore italiano († 1789)
- Pietro Monaco, incisore italiano († 1772)
- Stepan Voinovič Murav'ëv, navigatore e esploratore russo († 1768)
- Pietro Domenico Paradies, compositore italiano († 1791)
- Bartolomeo Pincellotti, scultore italiano († 1740)
- Johann George Schmidt, architetto e ebanista tedesco († 1774)
- Gaspare Serenari, pittore italiano († 1759)
- Vincenzo Sinatra, architetto italiano († 1765)
- Sergej Grigor'evič Stroganov, nobile e ufficiale russo († 1756)
- Fëdor Vasil'ev, russo
- Giambattista Vela, pittore italiano († 1800)
- Girolamo Venier, compositore italiano
- Vittorio Lodovico d'Hallot Des Hayes, politico e militare italiano († 1790)

## Morti

### Gennaio
- 1º gennaio - Gregorio Boncompagni, V duca di Sora, nobile italiano (n. 1642)
- 4 gennaio - Luigi Guglielmo di Baden-Baden (n. 1655)
- 18 gennaio - Otto Mencke, filosofo e matematico tedesco (n. 1644)
- 20 gennaio - Leopold Karl von Kollonitsch, arcivescovo cattolico e cardinale tedesco (n. 1631)
- 26 gennaio - Giberto da Correggio di Maurizio, nobile italiano (n. 1653)

### Febbraio
- 8 febbraio - Dositeo II di Gerusalemme, vescovo ortodosso greco (n. 1641)
- 9 febbraio - Giuseppe Antonio Vincenzo Aldrovandini, compositore italiano (n. 1671)
- 17 febbraio - Giambattista Rubini, cardinale e vescovo cattolico italiano (n. 1642)
- 17 febbraio - Joachim d'Alencé, astronomo e fisico francese (n. 1640)
- 22 febbraio - Giacinto Calandrucci, pittore e incisore italiano (n. 1646)
- 26 febbraio - Louis Cousin, traduttore, storico e avvocato francese (n. 1627)

### Marzo
- 3 marzo - Aurangzeb, sovrano indiano (n. 1618)
- 23 marzo - Orazio Fortunato, vescovo cattolico italiano (n. 1634)
- 30 marzo - Sébastien Le Prestre de Vauban, generale francese (n. 1633)

### Aprile
- 2 aprile - Gérard Edelinck, pittore e incisore fiammingo (n. 1640)
- 5 aprile - Jean Raon, scultore e insegnante francese (n. 1630)
- 6 aprile - Willem van de Velde il Giovane, pittore olandese (n. 1633)
- 18 aprile - Louis-Marcel de Coëtlogon-Méjusseaume, vescovo cattolico francese
- 20 aprile - Johann Christoph Denner, tedesco (n. 1655)
- 28 aprile - Cristiano di Sassonia-Eisenberg, nobile tedesco (n. 1653)

### Maggio
- 3 maggio - Michiel de Swaen, retore, poeta e drammaturgo fiammingo (n. 1654)
- 8 maggio - Nicholas Kalliakis, filosofo, teologo e letterato greco (n. 1645)
- 8 maggio - Filippo Giulio Mancini, duca (n. 1641)
- 9 maggio - Dietrich Buxtehude, compositore e organista tedesco (n. 1637)
- 10 maggio - Giovanni Ernesto III di Sassonia-Weimar, duca tedesco (n. 1664)
- 17 maggio - Benjamin Raule, armatore, corsaro e mercante olandese (n. 1634)
- 19 maggio - Jean II d'Estrées, ammiraglio francese (n. 1624)
- 24 maggio - Henri Albert de La Grange d'Arquien, cardinale francese (n. 1613)
- 26 maggio - Françoise-Athénaïs di Montespan, nobildonna francese (n. 1640)
- 29 maggio - Samuel Bottschild, pittore tedesco (n. 1641)

### Giugno
- 4 giugno - Pieter de Graeff, politico olandese (n. 1638)
- 4 giugno - Christoph Keller, filologo tedesco (n. 1634)
- 15 giugno - Giorgio Baglivi, anatomista italiano (n. 1668)
- 16 giugno - Maria d'Orléans-Longueville, principessa e duchessa francese (n. 1625)
- 23 giugno - John Mill, teologo e grecista inglese (n. 1645)
- 27 giugno - Johann Zahn, inventore e religioso tedesco (n. 1641)

### Luglio
- 10 luglio - Cristina Giuliana di Baden-Durlach, nobildonna tedesca (n. 1678)
- 14 luglio - Noël Lebreton de Hauteroche, attore teatrale e drammaturgo francese (n. 1617)
- 19 luglio - Johannes Colerus, teologo tedesco (n. 1647)
- 21 luglio - Pirro Maria Gonzaga, nobile e militare italiano (n. 1646)

### Agosto
- 18 agosto - Giovanni Battista Anguisciola, arcivescovo cattolico e diplomatico italiano (n. 1643)
- 18 agosto - William Cavendish, I duca di Devonshire, nobile, politico e militare inglese (n. 1640)
- 20 agosto - Nicolas Gigault, compositore e organista francese

### Settembre
- 5 settembre - Maria Vittoria Gonzaga, nobile italiana (n. 1659)
- 12 settembre - Étienne Le Camus, cardinale e vescovo cattolico francese (n. 1632)
- 20 settembre - Alexander Stanhope, ambasciatore inglese (n. 1638)
- 21 settembre - Dominic Maguire, arcivescovo cattolico irlandese
- 24 settembre - Vincenzo da Filicaja, nobile e poeta italiano (n. 1642)

### Ottobre
- 5 ottobre - Daniel Speer, compositore e scrittore tedesco (n. 1636)
- 25 ottobre - Gabriele III di Costantinopoli, arcivescovo ortodosso greco
- 29 ottobre - Maria Clara Eimmart, disegnatrice e astronoma tedesca (n. 1676)

### Novembre
- 2 novembre - Justus van Huysum II, pittore e disegnatore olandese (n. 1685)
- 3 novembre - Antonio Fausto Naironi, scrittore, presbitero e orientalista libanese (n. 1635)
- 4 novembre - Giuseppe Domenico de Totis, poeta e librettista italiano
- 5 novembre - Gomidas Keumurdjian, presbitero armeno (n. 1656)
- 7 novembre - Giovanni Maria Bertolo, giurista italiano (n. 1631)
- 10 novembre - Yosep I, patriarca cattolico ottomano
- 21 novembre - Innocenzo Francesco del Liechtenstein, principe austriaco (n. 1693)

### Dicembre
- 1º dicembre - Jeremiah Clarke, compositore e organista inglese
- 10 dicembre - Jacques-Nicolas de Colbert, arcivescovo cattolico francese (n. 1655)
- 12 dicembre - Marcello Severoli, antiquario e religioso italiano (n. 1644)
- 22 dicembre - Paolo Casati, matematico, astronomo e teologo italiano (n. 1617)
- 23 dicembre - Manuel Joaquín Álvarez de Toledo, politico spagnolo (n. 1641)
- 24 dicembre - Noël Coypel, pittore francese (n. 1628)
- 25 dicembre - Philippe Le Valois, marchese di Villette-Mursay, ammiraglio francese (n. 1632)
- 27 dicembre - Jean Mabillon, monaco cristiano, diplomatista e teologo francese (n. 1632)

### Senza giorno specificato
- Vincent d'Abbadie, esploratore francese (n. 1652)
- Nicholas Bayard, ufficiale e politico olandese (n. 1644)
- Antonio Bulifon, editore francese (n. 1649)
- Lodovico Burnacini, architetto e scenografo italiano (n. 1636)
- Giovan Giacomo Corniani, funzionario e diplomatico italiano (n. 1631)
- Petter Dass, scrittore, teologo e poeta norvegese (n. 1647)
- Jean Del Cour, scultore fiammingo (n. 1627)
- Edmund Dickinson, medico e alchimista inglese (n. 1624)
- Marc'Antonio Donzelli, pittore italiano
- Alexandre Olivier Exquemelin, pirata, scrittore e storico francese (n. 1645)
- George Farquhar, drammaturgo irlandese (n. 1678)
- Zheng Keshuang, re (n. 1669)
- Takarai Kikaku, poeta giapponese (n. 1661)
- Bendinelli Negrone, doge italiano (n. 1627)
- Hattori Ransetsu, poeta giapponese (n. 1654)
- Edward Ravenscroft, drammaturgo inglese (n. 1654)
- Carlo Gregorio Rosignoli, gesuita e predicatore italiano (n. 1631)
- Pierre-Sylvain Régis, filosofo francese (n. 1632)
- Girolamo Sartorio, architetto e ingegnere italiano
- Johann Georg Melchior Schmidtner, pittore tedesco (n. 1625)
- Shitao, pittore e poeta cinese (n. 1642)
- Jan Sonjé, pittore olandese (n. 1625)
- Theodor van der Schuer, pittore e disegnatore olandese (n. 1634)
- Udaipuri Mahal, ballerina georgiana
- Antonio Verrio, pittore italiano
- Julie d'Aubigny, mezzosoprano francese (n. 1670)

## Calendario
| Calendario 1707 | Calendario 1707 | Calendario 1707 | Calendario 1707 | Calendario 1707 | Calendario 1707 | Calendario 1707 | Calendario 1707 | Calendario 1707 | Calendario 1707 | Calendario 1707 | Calendario 1707 | Calendario 1707 | Calendario 1707 | Calendario 1707 | Calendario 1707 | Calendario 1707 | Calendario 1707 | Calendario 1707 | Calendario 1707 | Calendario 1707 | Calendario 1707 | Calendario 1707 | Calendario 1707 | Calendario 1707 | Calendario 1707 | Calendario 1707 | Calendario 1707 | Calendario 1707 | Calendario 1707 | Calendario 1707 | Calendario 1707 | Calendario 1707 |
| --------------- | --------------- | --------------- | --------------- | --------------- | --------------- | --------------- | --------------- | --------------- | --------------- | --------------- | --------------- | --------------- | --------------- | --------------- | --------------- | --------------- | --------------- | --------------- | --------------- | --------------- | --------------- | --------------- | --------------- | --------------- | --------------- | --------------- | --------------- | --------------- | --------------- | --------------- | --------------- | --------------- |
|                 | 1               | 2               | 3               | 4               | 5               | 6               | 7               | 8               | 9               | 10              | 11              | 12              | 13              | 14              | 15              | 16              | 17              | 18              | 19              | 20              | 21              | 22              | 23              | 24              | 25              | 26              | 27              | 28              | 29              | 30              | 31              |                 |
| Gennaio         | Sa              | Do              | Lu              | Ma              | Me              | Gi              | Ve              | Sa              | Do              | Lu              | Ma              | Me              | Gi              | Ve              | Sa              | Do              | Lu              | Ma              | Me              | Gi              | Ve              | Sa              | Do              | Lu              | Ma              | Me              | Gi              | Ve              | Sa              | Do              | Lu              |                 |
| Febbraio        | Ma              | Me              | Gi              | Ve              | Sa              | Do              | Lu              | Ma              | Me              | Gi              | Ve              | Sa              | Do              | Lu              | Ma              | Me              | Gi              | Ve              | Sa              | Do              | Lu              | Ma              | Me              | Gi              | Ve              | Sa              | Do              | Lu              |                 |                 |                 |                 |
| Marzo           | Ma              | Me              | Gi              | Ve              | Sa              | Do              | Lu              | Ma              | Me              | Gi              | Ve              | Sa              | Do              | Lu              | Ma              | Me              | Gi              | Ve              | Sa              | Do              | Lu              | Ma              | Me              | Gi              | Ve              | Sa              | Do              | Lu              | Ma              | Me              | Gi              |                 |
| Aprile          | Ve              | Sa              | Do              | Lu              | Ma              | Me              | Gi              | Ve              | Sa              | Do              | Lu              | Ma              | Me              | Gi              | Ve              | Sa              | Do              | Lu              | Ma              | Me              | Gi              | Ve              | Sa              | Do              | Lu              | Ma              | Me              | Gi              | Ve              | Sa              |                 |                 |
| Maggio          | Do              | Lu              | Ma              | Me              | Gi              | Ve              | Sa              | Do              | Lu              | Ma              | Me              | Gi              | Ve              | Sa              | Do              | Lu              | Ma              | Me              | Gi              | Ve              | Sa              | Do              | Lu              | Ma              | Me              | Gi              | Ve              | Sa              | Do              | Lu              | Ma              |                 |
| Giugno          | Me              | Gi              | Ve              | Sa              | Do              | Lu              | Ma              | Me              | Gi              | Ve              | Sa              | Do              | Lu              | Ma              | Me              | Gi              | Ve              | Sa              | Do              | Lu              | Ma              | Me              | Gi              | Ve              | Sa              | Do              | Lu              | Ma              | Me              | Gi              |                 |                 |
| Luglio          | Ve              | Sa              | Do              | Lu              | Ma              | Me              | Gi              | Ve              | Sa              | Do              | Lu              | Ma              | Me              | Gi              | Ve              | Sa              | Do              | Lu              | Ma              | Me              | Gi              | Ve              | Sa              | Do              | Lu              | Ma              | Me              | Gi              | Ve              | Sa              | Do              |                 |
| Agosto          | Lu              | Ma              | Me              | Gi              | Ve              | Sa              | Do              | Lu              | Ma              | Me              | Gi              | Ve              | Sa              | Do              | Lu              | Ma              | Me              | Gi              | Ve              | Sa              | Do              | Lu              | Ma              | Me              | Gi              | Ve              | Sa              | Do              | Lu              | Ma              | Me              |                 |
| Settembre       | Gi              | Ve              | Sa              | Do              | Lu              | Ma              | Me              | Gi              | Ve              | Sa              | Do              | Lu              | Ma              | Me              | Gi              | Ve              | Sa              | Do              | Lu              | Ma              | Me              | Gi              | Ve              | Sa              | Do              | Lu              | Ma              | Me              | Gi              | Ve              |                 |                 |
| Ottobre         | Sa              | Do              | Lu              | Ma              | Me              | Gi              | Ve              | Sa              | Do              | Lu              | Ma              | Me              | Gi              | Ve              | Sa              | Do              | Lu              | Ma              | Me              | Gi              | Ve              | Sa              | Do              | Lu              | Ma              | Me              | Gi              | Ve              | Sa              | Do              | Lu              |                 |
| Novembre        | Ma              | Me              | Gi              | Ve              | Sa              | Do              | Lu              | Ma              | Me              | Gi              | Ve              | Sa              | Do              | Lu              | Ma              | Me              | Gi              | Ve              | Sa              | Do              | Lu              | Ma              | Me              | Gi              | Ve              | Sa              | Do              | Lu              | Ma              | Me              |                 |                 |
| Dicembre        | Gi              | Ve              | Sa              | Do              | Lu              | Ma              | Me              | Gi              | Ve              | Sa              | Do              | Lu              | Ma              | Me              | Gi              | Ve              | Sa              | Do              | Lu              | Ma              | Me              | Gi              | Ve              | Sa              | Do              | Lu              | Ma              | Me              | Gi              | Ve              | Sa              |                 |